# Echo (Unix)
echo je v informatice nástroj pro výpis zadaného textu na standardní výstup. Často se používá ve skriptech pro výpis informativních hlášení. V systému DOS, Microsoft Windows a OS/2 je používán interpretem COMMAND.COM (resp. cmd.exe) pro dávkové soubory s příponou .BAT. V unixových systémech se jedná o spustitelný soubor (/bin/echo), avšak některé unixové shelly implementují příkaz echo jako interní funkci, která může mít odlišné chování (např. bash, csh – standardní verzi lze pak spustit výše uvedeným zápisem, tj. včetně cesty).

## Unixové systémy

### Standardní výpis
Za symbolem ‚$‘ je příkaz zadaný uživatelem/uživatelkou:
Výpis textu „Zdravím vás“:
```
$ echo "Zdravím vás"
Zdravím vás
```

### Zápis textu do souboru
Text „Zdravím vás“ je přesměrován do souboru (obsah souboru je přepsán):
```
$ echo "Zdravím vás" > pozdrav.txt
$ cat pozdrav.txt
Zdravím vás
```

### Přidání textu do souboru
Zápis řetězce „Zdravím vás“ přidáním k obsahu souboru:
```
$ echo "Zdravím vás" > pozdrav.txt
$ echo "Zdravím vás" >> /tmp/pozdrav.txt
$ cat pozdrav.txt
Zdravím vás
Zdravím vás
```

## DOS, Windows
Příkaz echo. jen odřádkuje, tj. je vynechán jeden řádek. Jinak se příkaz chová podobně, jako v unixových systémech. Používá se v dávkových souborech s příponou .BAT.
```
echo Ahoj světě!
Ahoj světe!
echo.

echo kuk
kuk
```